# Iglesia de la Purísima (Monterrey)

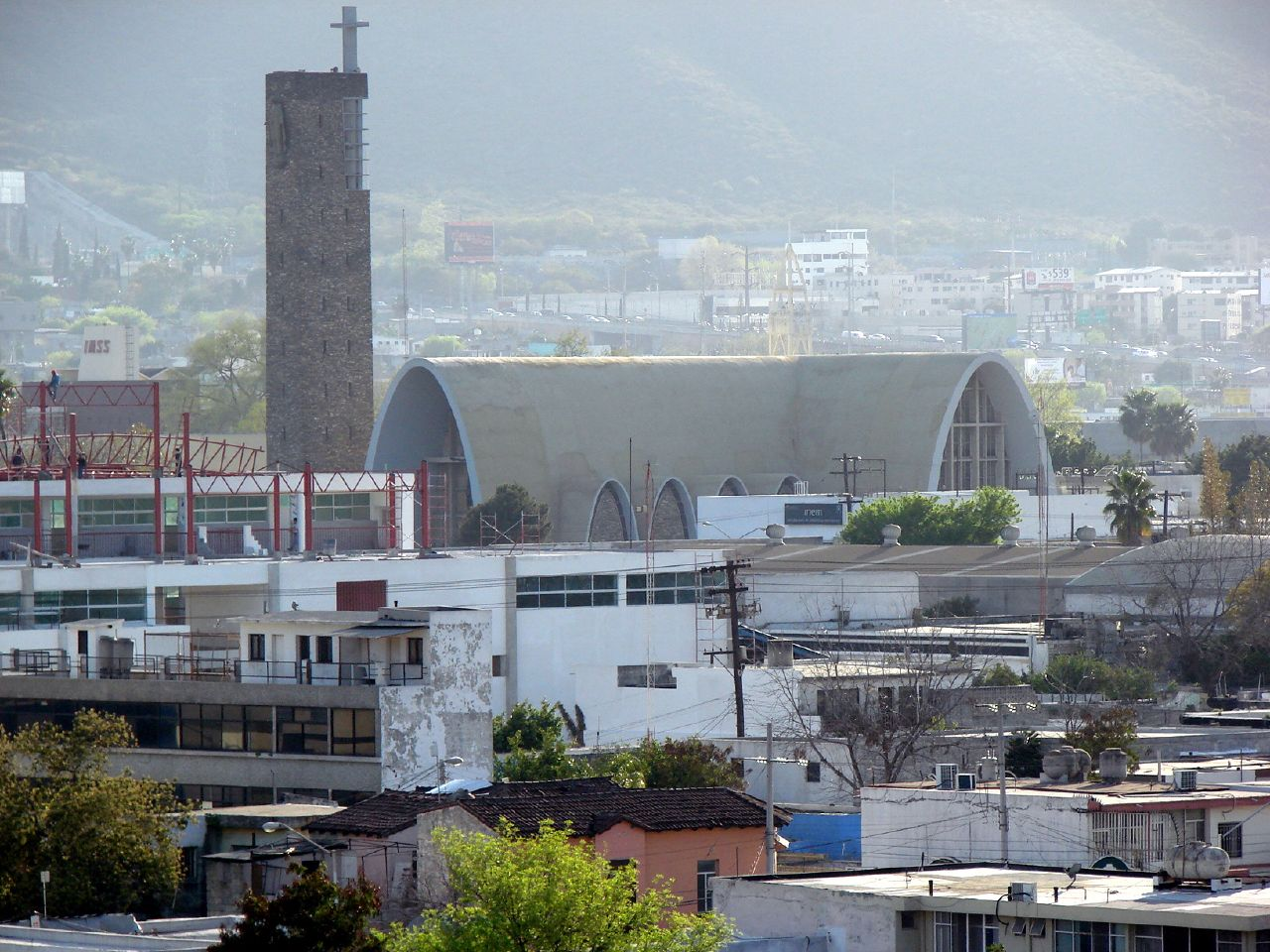
La obra de diseño le mereció a su autor Enrique de la Mora y Palomar ganar el Premio Nacional de Arquitectura el 12 de septiembre de 1946. En 1989 Juan Pablo II elevó el templo a la condición de Basílica Menor y coronó en otra visita a la imagen de la Virgen Chiquita que ha sido venerada desde 1698.

La iglesia de la Purísima es un emblemático templo religioso de culto católico y bajo la advocación de Purísima Concepción en el centro de la ciudad de Monterrey, capital del estado de Nuevo León, en México.

## Historia
Este templo comenzó los procesos de construcción en el año de 1939 y es conocida por tratarse de la primera edificación religiosa de corte moderno en México, y en un antecedente importante de las estructuras de cascarones de hormigón armado realizadas por arquitectos como Félix Candela en décadas posteriores. El autor de la obra fue el arquitecto Enrique de la Mora, autor también de otras conocidas iglesias en el país como El Altillo en la Ciudad de México. No hay que olvidar la gran influencia que tuvo el arzobispo de Monterrey, Guillermo Tritschler y Córdova, en la decisión de escoger entre los dos proyectos del arquitecto de la Mora, moderno y antiguo, y de convocar a un grupo importante de artistas escultores y pintores para su decoración: Adolfo Laubner Mayer, Jorge González Camarena, Herbert Hoffman de Ysenbourg, Benjamín Molina, Federico Cantú y Jesús Guerrero Galván. 

### El debate entre los dos estilos

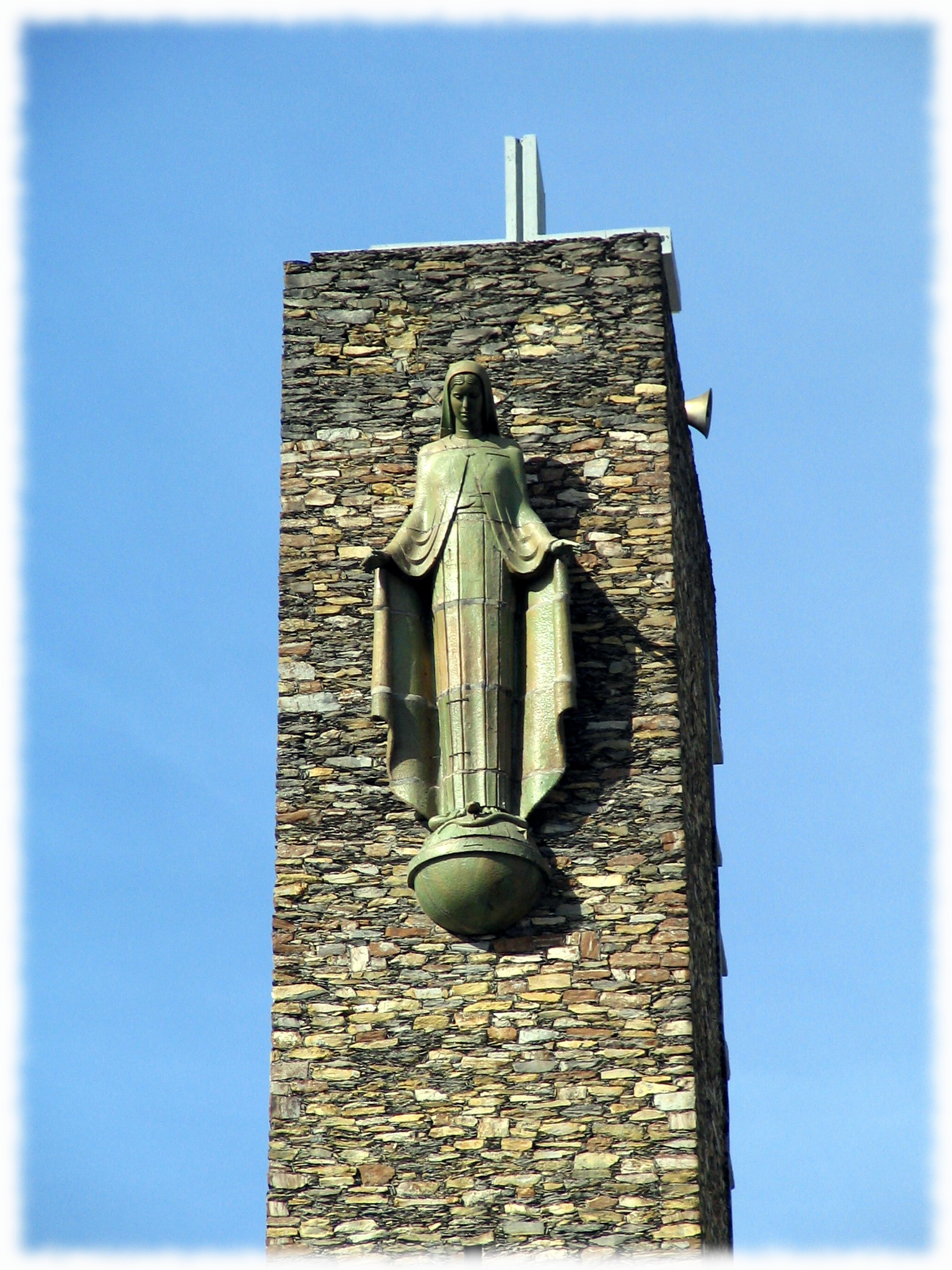
La Purísima Concepción de María de seis metros y medio de altura en barro cocido obra del artista Adolfo Laubner Mayer.

Además del arquitecto De la Mora se atribuye al arzobispo Tritschler que se admiren hoy los arcos que desafiaron las normas de construcción de su tiempo, este hecho se remonta hasta antes de ser nombrado monseñor Tritschler arzobispo de Monterrey, cuando tuvo lugar una reunión formal celebrada en febrero de 1941 entre nueve prelados mexicanos con el autor del proyecto, el arquitecto Enrique de la Mora y Palomar, el ingeniero Armando Ravizé Rodríguez el constructor, el comité presidido por el empresario Antonio L. Rodríguez y el párroco de la pequeña iglesia de estilo neoclásico que habría de ser demolida para dar espacio a la nueva parroquia más grande, satisfaciendo así las necesidades espirituales de población.

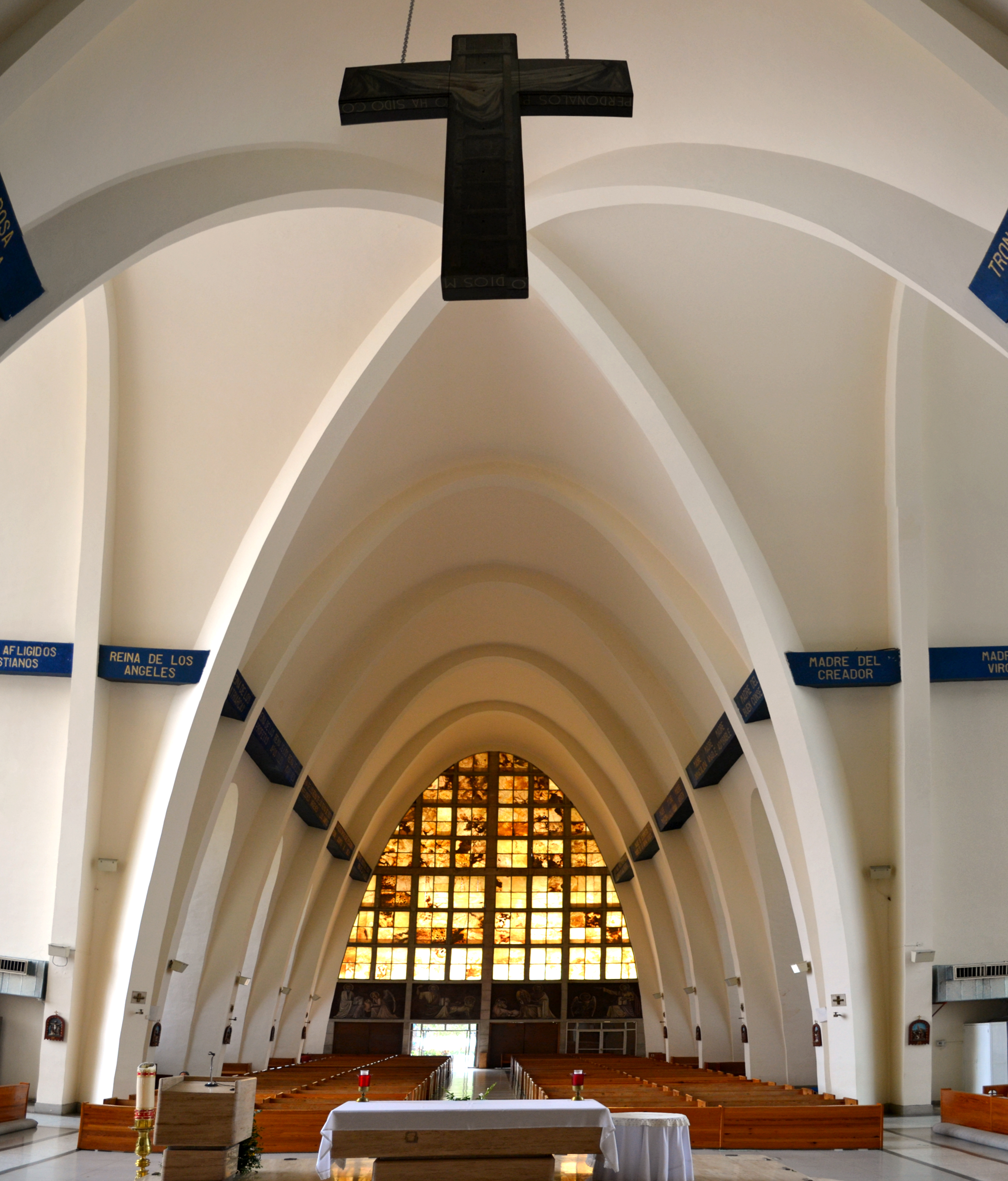
Interiores de la Iglesia de la Purísima en Monterrey, Nuevo León.

Aquellos prelados se reunieron también para la celebración de las bodas de oro sacerdotales del entonces arzobispo de Monterrey José Guadalupe Ortiz y López los demás eran los arzobispos de México Luis María Martínez, de Guadalajara José Garibi y Rivera, de Morelia Leopoldo Ruiz y Flores y los obispos de Saltillo José María Echavarría y Aguirre y su auxiliar Luis Guízar y Barragán, el de Tamaulipas Serafín María Armora y González, de Tulancingo Miguel Darío Miranda Gómez y de San Luis Potosí Guillermo Tritschler y Córdova.
Uno a uno dieron su opinión con desconfianza ante la maqueta del templo reformista dando un rotundo “no” al final. Se dijo que era un edificio impropio para el culto divino, no una Iglesia católica, sino un hangar, una bodega. El obispo de Tulancingo declaró que era indigno construir aquel templo.
El arzobispo de México dijo entonces: Ya hubo muchas opiniones adversas. Ya hubo un orador en contra ¿Quién quiere tomar la defensa?
Faltaba alguien que no había hablado hasta ahora, era el obispo de San Luis Potosí Guillermo Tritschler y Córdova quien habló de la historia del Arte, de las tradiciones del Arte Sacro y de la influencia de la Iglesia Católica en la arquitectura de todos los tiempos, para después hacer la defensa del proyecto del nuevo templo para Monterrey diciendo que todos los estilos habían sido modernos en su época y muchos rompieron las características anteriores, algunas veces adaptando y otras transformando, creando así las transiciones que se ven en la historia del Arte Litúrgico, con la necesidad de denominarlas con nombres nuevos. Así defendió el proyecto de De la Mora y Palomar diciendo que sería la mejor expresión de fe de la ciudad de Monterrey, una ciudad que se abría a los horizontes de la industria y que nada sería más significativo que utilizar los elementos constructivos por los que Monterrey entraba a la era del progreso: el hierro, el cemento y el cristal. El proyecto se salvó pues el obispo ya está nombrado para ser el VII arzobispo de Monterrey. Igualmente, al darse a conocer al público el proyecto causó gran controversia, ya que se considera poco apropiado. Fue incluso motivo de un artículo de Alfonso Reyes Ochoa, en el que defendía su edificación y felicitaba a su arquitecto. Finalmente, comenzó la construcción de la iglesia, para lo que fue necesario demoler una pequeña iglesia de sillar con estilo neoclásico del siglo XIX, también dedicada a "La Purísima".
La devoción a la virgen de la Purísima Concepción, sin embargo, es incluso anterior; Fray Servando Teresa de Mier refiere su leyenda durante la época colonial. Se dice que una mujer sacó su imagen durante una tormenta que amenazaba con destruir la ciudad y ésta cesó inmediatamente. Por fin, el 14 de febrero de 1946 el Arzobispo Guillermo Tritschler y Córdova consagró el nuevo templo, y en la noche comenzó un ciclo de conferencias sobre Arte Religioso.
En la prensa local surgió un debate polémico al saberse la religión del autor del grupo escultórico monumental del Jesucristo crucificado y los doce Apóstoles a quien el arzobispo Tritschler designó personalmente: el artista judío Herbert Hofmann de Ysenbourg pero el padre jesuita Felipe Pardinas Illanes, conocedor del Arte y artista él mismo, salió en defensa de Hofmann, cuando en una conferencia dijo: «… Pueden darse excelentes católicos o católicas que perpetren esperpentos artísticos verdaderamente insoportables… Cuando tratemos de labores artísticas, busquemos a quien sepa.»
Finalmente el 22 de junio de 1943 fue consagrado el templo de la Purísima por el arzobispo Tritschler junto con la cripta subterránea para dar comienzo al culto.
El 12 de septiembre de ese año, se otorgó el Premio Nacional de Arquitectura al diseñador del templo, arquitecto Enrique de la Mora y Palomar. A partir de este reconocimiento, se ha pretendió imitar las líneas parabólicas de concreto armado pero no lo han logrado. Continúa siendo la gran obra que abrió una nueva era en la arquitectura religiosa.

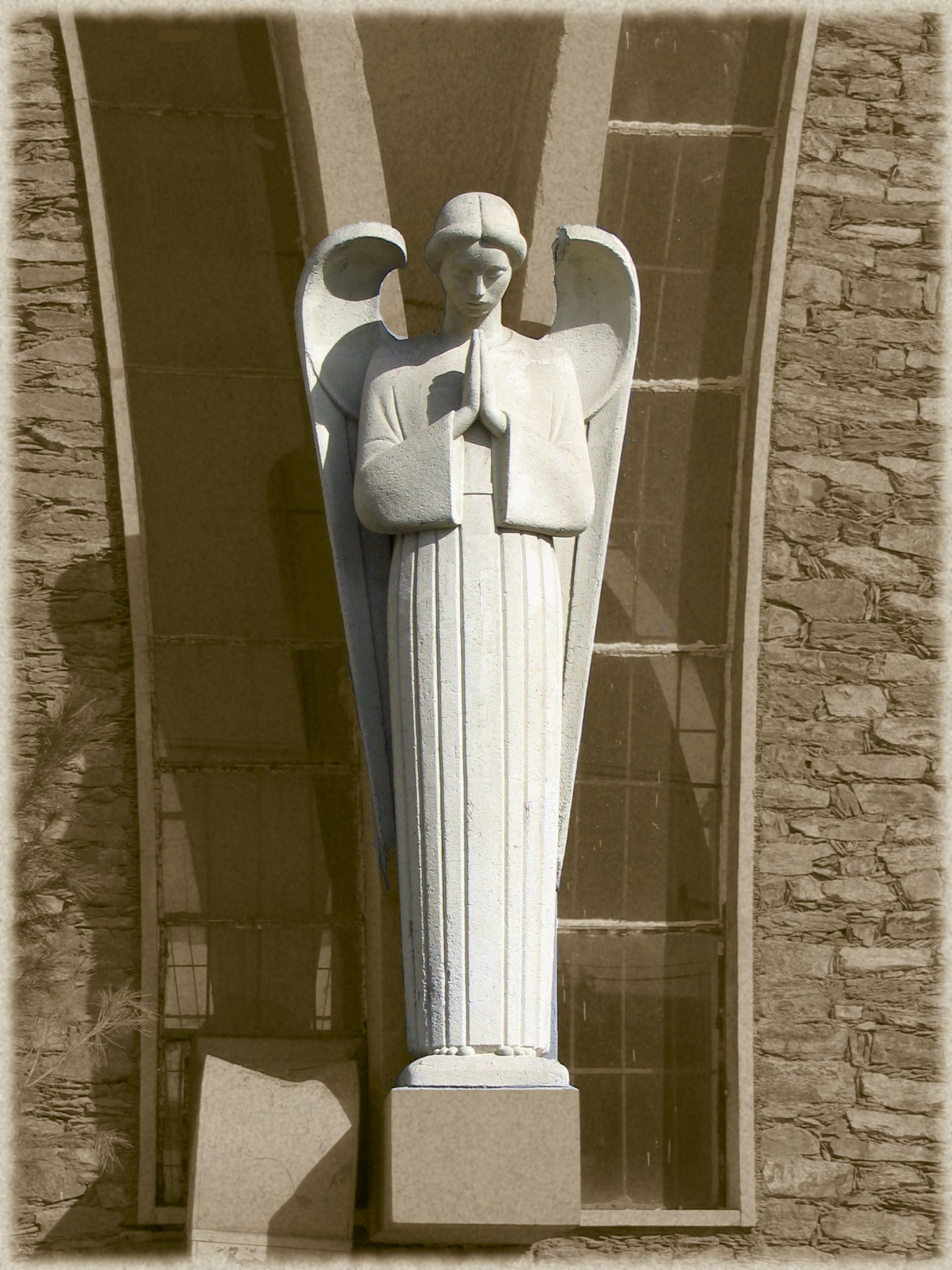
Uno de los seis ángeles que decoran el exterior del templo, obra de Laubner Mayer.

## Descripción
La estructura de la iglesia es de concreto, con un paraboloide, dónde se encuentra la nave principal, intersecado por otro, más pequeño, el templo, destaca por un sistema de construcción que utiliza elementos derivados de la optimización estructural, dando paso a sus reconocidas hipérboles y parábolas, bóvedas y arcos. En planta estos paraboloides forman una cruz, como es tradición en la arquitectura eclesiástica. En los planos tiene 47 metros y 69 centímetros desde la puerta de entrada hasta las puertas junto al altar mayor, mas 4 metros 33 centímetros de la comba en el ábside, de puerta a puerta de las naves del crucero dan 34 metros con 15 centímetros. La nave central tiene 15 metros hasta la base de las enervaduras parabólicas, más 2 metros 60 de fondo cada una de las ocho capillas parabólicas laterales.
Se aprovechó la piedra de la excavación para el revestimiento de la capilla subterránea, los muros parabólicos laterales y para la esbelta torre de cuarenta y tres metros de altura desde el suelo y otros tres con que remata la cruz. En una pared de lo alto se colocó una imagen de la Purísima en barro cocido, creación de Adolfo Laubner Mayer, con seis metros y medio de altura.